# Nedre Karitjärnen
Nedre Karitjärnen är en sjö i Strömsunds kommun i Jämtland och ingår i Ångermanälvens huvudavrinningsområde. Sjön har en area på 0,159 kvadratkilometer och ligger 562,3 meter över havet.

## Delavrinningsområde
Nedre Karitjärnen ingår i det delavrinningsområde (720896-142555) som SMHI kallar för Utloppet av Nedre Karitjärnen. Medelhöjden är 602 meter över havet och ytan är 3,11 kvadratkilometer. Räknas de 2 avrinningsområdena uppströms in blir den ackumulerade arean 7,78 kvadratkilometer. Vattendraget som avvattnar avrinningsområdet har biflödesordning 3, vilket innebär att vattnet flödar genom totalt 3 vattendrag innan det når havet efter 373 kilometer. Avrinningsområdet består mestadels av skog (95 procent). Avrinningsområdet har 0,16 kvadratkilometer vattenytor vilket ger det en sjöprocent på 5,2 procent.